# کوهک کوچک
کوهک کوچک، روستایی است از توابع بخش ریگ شهرستان گناوه استان بوشهر ایران.

## جمعیت
این روستا در دهستان رودحله قرار دارد و بر اساس سرشماری سال۱۳۹۱ آمار رسمی جمعیت آن۲۰۵نفر (۳۱خانوار) می‌باشد.